# Ebbe Carlsson
Nils Ebbe Knut Carlsson (Lundby, Gotemburgo; 28 de septiembre de 1947-Johannes församling ,Estocolmo; 3 de agosto de 1992) fue un editor de libros sueco y la figura central en el llamado caso Ebbe Carlsson de 1988. Carlsson tenía antecedentes como periodista y su habilidad para conocer gente y establecer contactos fue beneficiosa cuando trabajó para el Göteborgs Handels- och Sjöfartstidning en Estocolmo desde el otoño de 1971, donde conoció a altos cargos socialdemócratas en la cancillería del gobierno.
Tras el cierre de GHT, se convirtió en secretario de prensa en el Ministerio de Justicia para los ministros Lennart Geijer y Carl Lidbom. En 1979 se convirtió en editor de libros y adquirió fama como un editor exitoso con buen ojo para los negocios. Carlsson es principalmente recordado por el llamado caso Ebbe Carlsson; a pesar de no tener una posición oficial, después del asesinato de Olof Palme, se le encargó ayudar a la policía a investigar si Irán y el PKK estaban detrás del asesinato. Carlsson murió de sida en 1992, siendo una de las primeras personas conocidas en Suecia en contraer la enfermedad.

## Infancia
Carlsson creció en Kronotorpsgatan en Hisingen, Gotemburgo, con sus padres y dos hermanas. En la adolescencia, estudió en la línea científica del bachillerato en la escuela Lundbyskolan. A través de un maestro, conoció a Margareta Artsman, entonces secretaria de redacción en el Göteborgs-Tidningen, y con su ayuda consiguió un trabajo como auxiliar en la redacción del periódico en 1966.
Isaksson (2007) sostiene que Carlsson tenía una capacidad temprana para establecer contactos con adultos, tanto con los maestros en la escuela como en el periódico, irradiando confianza en sí mismo y poseyendo una gran habilidad social. Una persona que Carlsson conoció en esa época fue el periodista Bo Åkermark, quien tenía una gran red de contactos por su tiempo en la asociación "La juventud estudiantil sueca Helnykterhetsförbund". Después de su examen de bachillerato en 1968, Carlsson se mudó a Estocolmo, donde consiguió un trabajo de verano en Dagens Nyheter. Cuando terminó el verano, no obtuvo un puesto fijo y se mudó a Copenhague para estudiar matemáticas.

## Carrera periodística
A finales de 1968, consiguió trabajo en el Sydsvenska Dagbladet en Malmö. Su puesto temporal de cuatro meses pronto se convirtió en un empleo fijo como reportero general, especializado en periodismo criminal. En Malmö, formó un círculo social con personas como Torgny Wärn, Ulf Mörling, Fredrik Roos y Claire Wikholm. También comenzó a relacionarse con el propietario y editor en jefe del periódico, Olof Wahlgren. Las responsabilidades de Carlsson eventualmente cambiaron para centrarse en la política laboral. Su relación con Wahlgren llevó, en el verano de 1970, a acusaciones de que Carlsson, en nombre de Wahlgren, estaba recopilando información sobre la afiliación política de los empleados y dando recomendaciones sobre quién debía ser despedido. Carlsson admitió ante el club de periodistas que había tomado tales notas, pero solo para uso personal y que no había compartido la información con la dirección del periódico.
Carlsson no ocultó su filiación socialdemócrata y, en el otoño de 1970, le ofrecieron el puesto de editorialista en Folkbladet Östgöten en Norrköping. Primero aceptó, pero luego optó por un trabajo como secretario de prensa en la SACO en Estocolmo, bajo la presidencia de Bertil Östergren. En enero de 1971, Carlsson se mudó a una casa en Singelbacken, en Djurgården, que pertenecía a un amigo de Bo Åkermark, el ingeniero civil Leif Backéus. En la primavera de 1971, Östergren llevó a los miembros de SACO a una huelga en varias agencias gubernamentales. El gobierno respondió con una ley que obligaba a los huelguistas a volver al trabajo. El descontento de los miembros se dirigió hacia Östergren, quien decidió dimitir en octubre de 1971. Para entonces, Carlsson ya había renunciado y había comenzado a trabajar como periodista en la redacción de Göteborgs Handels- och Sjöfartstidning en Estocolmo, especializado en política laboral y nacional.
A finales de 1971, Carlsson comenzó a visitar regularmente la cancillería del gobierno en Mynttorget sin un propósito específico, sentándose en la sala de espera y conversando con los funcionarios. Así, Carlsson conoció a socialdemócratas como el colaborador del primer ministro Palme, Anders Ferm, el ministro Carl Lidbom, el secretario de gabinete Sverker Åström y la secretaria de prensa de Palme, Berit Rollén. Carlsson compartía chismes políticos e historias divertidas, y a veces incluso Palme tenía tiempo para conversar con él. En la primavera de 1972, Carlsson intentó lanzar una revista semanal socialdemócrata, Politiken, pero a pesar del apoyo de Palme y del ministro de finanzas Gunnar Sträng, la LO no quiso aportar los fondos necesarios.
La casa de Carlsson en Singelbacken, Djurgården, se convirtió en un punto de encuentro donde sus amigos y colegas, periodistas, funcionarios públicos y otros, se reunían en fiestas improvisadas. Entre ellos estaban la vice primera ministra Anna-Greta Leijon, que se casó con Leif Backéus en 1975. En ocasiones, incluso el primer ministro Palme visitó la casa de Carlsson en los años 70; Carlsson daba la impresión de ser un amigo cercano de Palme y su familia.

## Secretario de prensa
Después del cierre de GHT en 1973, Carlsson trabajó brevemente en Dagens Eko en Sveriges Radio, pero a finales de 1973 fue contratado como secretario de prensa conjunto para el ministro de justicia Lennart Geijer y el ministro Carl Lidbom. Con una oficina en el mismo piso que Palme, sus contactos con este se hicieron regulares.
A través del jefe de policía del condado de Estocolmo, Carlsson tenía acceso a coches policiales no identificados, una oportunidad que aprovechaba tanto para llevar al primer ministro a casa en Vällingby como para su uso personal. Después de la ocupación de la embajada de Alemania Occidental en Estocolmo en 1975, Carlsson fue criticado por dificultar el trabajo de la policía e intentar tomar el control de los policías reunidos fuera del edificio.
Como secretario de prensa, Carlsson también estuvo involucrado en el encubrimiento de la interceptación telefónica del Servicio de Seguridad Sueco en la oficina del Partido Comunista de Suecia. Junto con el jefe de la Säpo, Hans Holmér, Carlsson escribió un informe sobre el espía del hospital de Sahlgrenska en Gotemburgo, que responsabilizaba a la Säpo para proteger al previamente revelado IB y los esfuerzos del partido socialdemócrata para rastrear a los opositores políticos de izquierda.
Finalmente, Carlsson tuvo un papel en el llamado Escándalo del burdel: poco antes de que la madama Doris Hopp fuera arrestada, intentó que la policía dejara de investigar el caso. También tuvo un papel en el Caso Geijer: Dagens Nyheter reveló en noviembre de 1977 que el ministro de justicia Geijer había visitado un burdel y que ya en 1969 había sido señalado como un riesgo de seguridad. En la página de debate de Dagens Nyheter, Palme negó todo; el artículo de Palme fue escrito por Carlsson.

## Editor
Después de las elecciones generales de 1976, el gobierno socialdemócrata de Palme tuvo que dimitir, y Palme creó una oficina de oposición en el parlamento. Carlsson no pudo participar en esta oficina, posiblemente porque Palme sabía que Carlsson había filtrado una noticia sobre Palme a Sydsvenskan. En mayo de 1975, la revista semanal Vi había comenzado a publicar la serie de humor Ville de Jan Lööf, que hacía bromas tanto sobre Palme como sobre el rey. En noviembre, Palme canceló por escrito su suscripción a Vi, pero Carlsson filtró esta información a su amigo Ulf Mörling en Sydsvenskan, y la prensa sensacionalista hizo comentarios sobre la supuesta susceptibilidad de Palme. A Carlsson se le ofreció el trabajo de reportero político en la agencia de noticias de A-pressen, pero gracias a Gunnar Sträng, se convirtió en editor en jefe del diario socialdemócrata Västgöta-Demokraten en Borås. Carlsson recibió la tarea de modernizar el diario no rentable y contrató, entre otros, a colaboradores como Stig Hadenius y Britta Svensson.
A finales de 1978 dejó su trabajo como editor en jefe y se convirtió en director del Västgöta-Demokraten. A finales del verano de 1979, se le preguntó si quería ser editor de Tidens förlag, aceptó y se mudó de nuevo a Estocolmo. Mientras el jefe de la editorial, Anders Ferm, estaba de licencia para ocupar el cargo de secretario general de la Comisión Palme y se trasladó a Viena, Carlsson lo reemplazó. Ferm había decidido comprar los derechos de El clan del oso cavernario de Jean M. Auel, lo que resultó ser un gran éxito para la editorial. Este éxito le dio a Carlsson una reputación de competencia y éxito, y fue elegido miembro del consejo de la Asociación de Editores de Suecia. Sin embargo, la economía de la editorial era en realidad mala y durante 1984 se encontraba en caída libre.
Carlsson era amigo cercano de Susanne Bonnier y desde Bonniers förlag se le ofreció a Carlsson el trabajo de editor y jefe del departamento de Bonnier Fakta a partir del cambio de año 1984/1985. En Bonniers, Carlsson demostró tener un buen olfato para la industria editorial cuando publicó la novela de Betty Mahmoodys No sin mi hija y El reino de los signos de Cecilia Lindqvist, ambas éxitos comerciales. En 1984, Carlsson también se convirtió en presidente de la Federación Sueca de Piragüismo.

## El caso Ebbe Carlsson
Cuando Olof Palme fue asesinado el 28 de febrero de 1986, Carlsson estaba de visita en casa del embajador Carl Lidbom en París para celebrar su 60 cumpleaños. Junto con Lidbom, viajó a la estación de esquí de Chamonix para contactar al hijo de Palme, Mattias. Al regresar a Estocolmo, Carlsson llamó a varios amigos y les contó que el jefe de la Säpo, Sven-Åke Hjälmroth, le había informado antes de su viaje a París que los kurdos del PKK planeaban un asesinato en Suecia, aunque la Säpo no sabía quién sería la víctima. En la investigación del asesinato de Olof Palme, Carlsson pudo seguir de cerca la investigación: el jefe de policía Hans Holmér se había separado de su esposa en Åkersberga y estaba viviendo en el apartamento de Carlsson en Tantolunden. Cuando Holmér informó al primer ministro interino, Ingvar Carlsson, sobre la investigación el 3 de marzo de 1986, también estuvo presente Ebbe Carlsson.
Las teorías de Carlsson sobre el asesinato de Palme eran las siguientes:
- El gobierno de Irán ordenó el asesinato al PKK kurdo como represalia por la negativa del gobierno de Palme a la solicitud de Bofors de exportar el Robot 70 a Irán.
- El asesinato se decidió en agosto de 1985 durante una reunión entre representantes del gobierno de Irán y el PKK en Damasco.
- El asesinato se facilitó debido a las negligencias de la Säpo que significaron que Palme carecía de protección de guardaespaldas en el momento del asesinato.
- Altos funcionarios, entre ellos el jefe operativo de la Säpo, P-G Näss, habían obstaculizado activamente la dirección de la investigación hacia el PKK, ya que la Säpo sabía antes del asesinato que el PKK planeaba uno.[12]

En otoño de 1987, Anna-Greta Leijon fue nombrada ministra de justicia y una de sus primeras acciones oficiales fue firmar las directrices para una investigación sobre la Säpo, especialmente si las infracciones en la Säpo llevaron a que Olof Palme careciera de protección de guardaespaldas en el momento del asesinato, una investigación con Carl Lidbom como presidente. Carl Lidbom era amigo cercano de Ebbe Carlsson, pero también del primer ministro Ingvar Carlsson. El jefe de la Säpo, Sune Sandström, puso un coche policial y al guardaespaldas PO Karlsson a disposición de Carlsson. El jefe de policía nacional, Nils Erik Åhmansson, estaba muy interesado en la teoría de Carlsson sobre el asesinato y le encargó viajar a París para reunirse con el expresidente de Irán, Abolhassan Banisadr. Carlsson tenía acceso a la investigación secreta de la policía sobre el rastro del PKK gracias a los policías de seguridad Walter Kegö y Jan-Henrik Barrling.
El 27 de marzo de 1988, Carlsson y la ministra de justicia, Leijon, se reunieron en la oficina de Bonniers en Sveavägen y allí Carlsson le presentó sus teorías. Al día siguiente, Leijon visitó al primer ministro Ingvar Carlsson y discutió las teorías de Carlsson. No está claro si Ingvar Carlsson conocía estas teorías antes de esa fecha, aunque se sabe que se había reunido con Lidbom el 8 de diciembre de 1987 y el 16 de marzo de 1988. El 9 de mayo de 1988, Carlsson presentó sus teorías sobre el asesinato a todo el equipo de investigación y al fiscal Jörgen Almblad.
A mediados de mayo, el periodista Per Wendel del periódico Expressen comenzó a investigar el papel de Carlsson en la investigación del asesinato. Carlsson había recibido de la policía un local en Renstiernas gata donde quería establecer un grupo de investigación civil. Carlsson intentó reclutar a Per Wendel y Jan Mosander de Dagens Eko para este grupo. Wendel continuó indagando sobre la posición real de Carlsson y descubrió que la ministra de justicia, Leijon, había escrito una carta de recomendación a Carlsson indicando que actuaba en nombre de la ministra de justicia. Esto fue revelado por Expressen el 1 de junio. Tarde esa misma noche, el guardaespaldas de Carlsson fue detenido por la aduana en Helsingborg cuando intentaba contrabandear equipo de vigilancia. En los días siguientes, Expressen pudo revelar que la participación de Carlsson había implicado una serie de circunstancias extrañas, si no directamente ilegales. Anna-Greta Leijon tuvo que dimitir como ministra de justicia.

## Sexualidad, VIH y últimos años
Ebbe Carlsson era homosexual. Mantuvo muchas relaciones ocasionales con hombres, especialmente en Copenhague. A finales de la primavera de 1985, Carlsson recibió el diagnóstico de que era VIH positivo. En el contexto del caso Ebbe Carlsson, circularon rumores de que Carlsson había estado involucrado en una supuesta "conspiración homosexual". Carlsson rechazó todos los rumores sobre una conspiración, y no negó ni confirmó que él mismo era homosexual.
En la primavera de 1991, se publicó el único libro de Carlsson, la novela de clave El cadáver en la caja. El contrabando de equipos de escucha llevó a que Carlsson fuera acusado de contrabando grave y tentativa de contrabando grave. Fue absuelto de estos cargos en el Tribunal de Primera Instancia de Estocolmo en junio de 1991, pero fue condenado en la Corte de Apelaciones de Svea en febrero de 1992 por incitación al contrabando y tentativa de contrabando a 100 multas diarias.
A finales de 1991 y principios de 1992, su enfermedad lo había debilitado considerablemente y dejó su trabajo en Bonniers. Solo sus amigos más cercanos sabían que estaba enfermo de SIDA antes de que él mismo revelara el 30 de noviembre de 1991 en una entrevista televisiva con Stina Dabrowski que estaba enfermo. Así se convirtió en uno de los primeros suecos conocidos en admitir que había tenido una infección por VIH. En ese momento, el VIH/SIDA todavía estaba fuertemente asociado con homosexuales (ver homosexualidad en Suecia).
Hacia el final de su vida, fue atendido en la clínica de SIDA del Hospital de Huddinge. Dio instrucciones detalladas sobre su propio funeral y en su testamento dispuso que el contenido de su computadora portátil fuera borrado y que todos sus documentos privados fueran quemados. No se pudo llevar a cabo su deseo de ser cremado en una canoa en llamas en Riddarfjärden. En el acto conmemorativo en Norra Latin, Hans Holmér y Sverker Åström pronunciaron sendos discursos en su honor.
Después de la cremación, las cenizas fueron esparcidas en el jardín conmemorativo del Antiguo Cementerio de Lundby.